# Rollinia

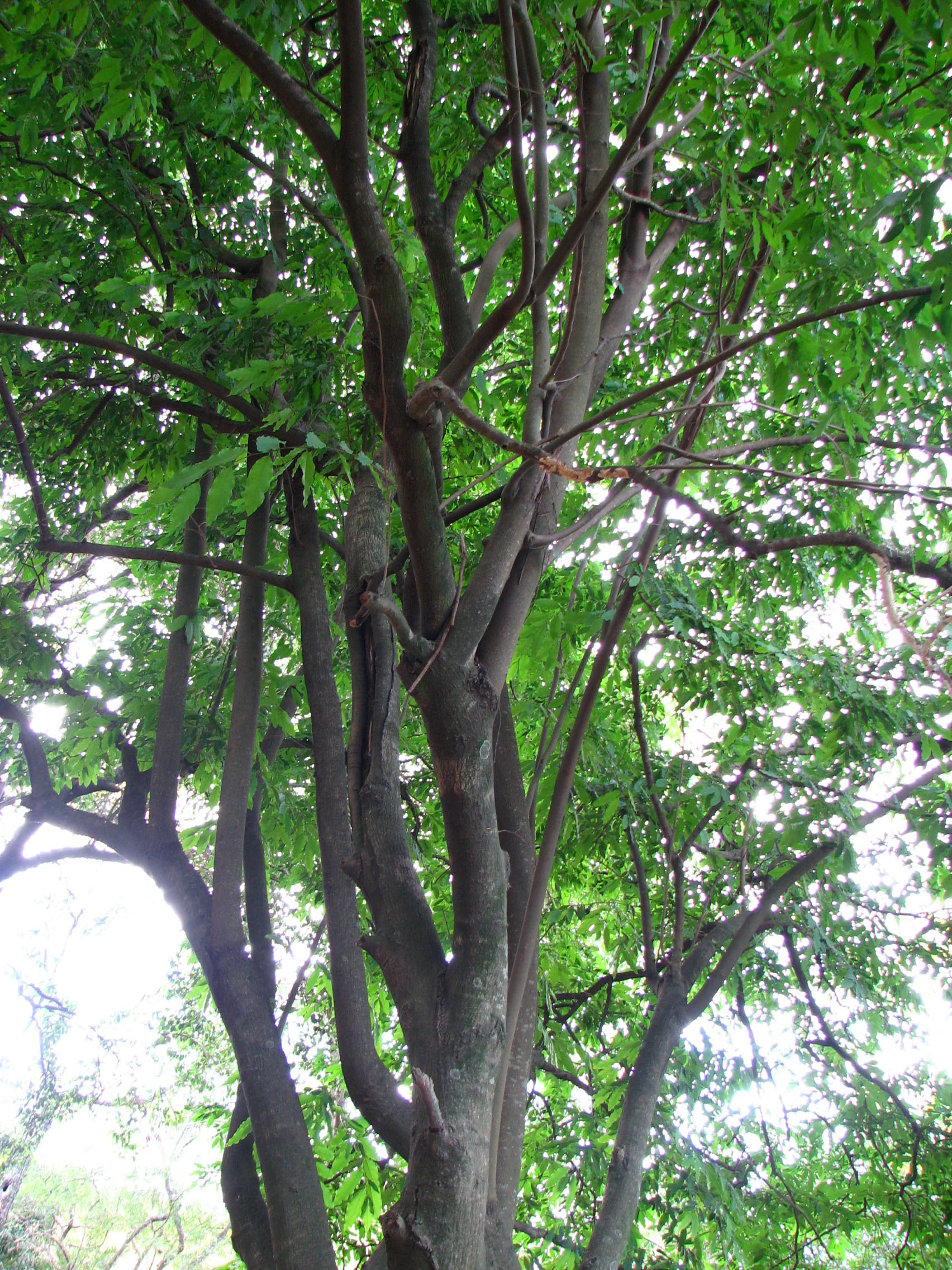
Rollinia emarginata

Rollinia (Rollinia) – rodzaj należący do rodziny flaszowcowatych. Obejmuje 42 gatunki występujące Ameryce Środkowej i w tropikalnej części Ameryki Południowej. 

## Morfologia
PokrójDrzewa i krzewy pokryte prostymi lub gwiazdkowatymi włoskami.
KwiatyRzadko pojedyncze, częściej zebrane po kilka. Działki 3, drobne, wolne lub zrośnięte u nasady. Płatków jest 6, w dwóch okółkach, zrośniętych u nasady. Płatki okółka zewnętrznego często z ostrogą, wewnętrzne drobne. Pręciki i owocolistki liczne.
OwoceSynkarpiczne, kuliste lub owalne, zawierające liczne nasiona zagłębione w jadalnym miąższu.

## Systematyka
Pozycja systematyczna według APweb (aktualizowany system APG III z 2009)
Rodzaj z rodziny flaszowcowatych (Annonaceae) z rzędu magnoliowców (Magnoliales). W rewizji taksonomicznej na podstawie danych molekularnych zasugerowano włączenie gatunków z tego rodzaju do rodzaju flaszowiec (Annona).
Lista gatunków
| - Rollinia andicola Maas & Westra - Rollinia boliviana R.E. Fr. - Rollinia centrantha R.E. Fr. - Rollinia chrysocarpa Maas & Westra - Rollinia cuspidata Mart. - Rollinia danforthii Standl. - Rollinia dolabripetala (Raddi) G.Don - Rollinia dolichopetala R.E. Fr. - Rollinia ecuadorensis R.E. Fr. - Rollinia edulis Planch. & Triana - Rollinia elliptica R.E. Fr. - Rollinia emarginata Schltdl. - Rollinia exalbida (Vell.) Mart. - Rollinia exsucca (DC.) A.DC. - Rollinia fendleri R.E.Fr. - Rollinia fosteri Maas & Westra - Rollinia glomerulifera Maas & Westra - Rollinia helosioides Maas & Westra - Rollinia herzogii R.E. Fr. | - Rollinia hispida Maas & Westra - Rollinia insignis R.E. Fr. - Rollinia laurifolia Schltdl. - Rollinia mammifera Maas & Westra - Rollinia maritima Záchia - Rollinia minensis (Glaz.) R.E. Fr. - Rollinia mucosa (Jacq.) Baill. - Rollinia occidentalis R.E. Fr. - Rollinia peruviana Diels - Rollinia pittieri Saff. - Rollinia rugulosa Schltdl. - Rollinia salicifolia Schltdl. - Rollinia schunkei Maas & Westra - Rollinia sericea (R.E. Fr.) R.E. Fr. - Rollinia sylvatica (A. St.-Hil.) Martius - Rollinia ulei Diels - Rollinia velutina Marle - Rollinia williamsii Rusby ex R.E. Fr. - Rollinia xylopiifolia (A. St.-Hil.) R.E. Fr. |